# Mycalesis baluna
Mycalesis baluna är en fjärilsart som beskrevs av Hans Fruhstorfer 1908. Mycalesis baluna ingår i släktet Mycalesis och familjen praktfjärilar. Inga underarter finns listade i Catalogue of Life.